# 田中亮一
田中 亮一（たなか りょういち、1947年1月26日 - ）は、日本の俳優、声優、ナレーター。東京都杉並区出身。青二プロダクション所属。
同じく青二プロダクションに所属していた田中和実は実弟である。

## 略歴
幼少期から人前に出て演じることが好きであった。小学3年生時に学芸会で芝居をすることになった際は、積極的に立候補していた。その一方、本来は積極的と言えない性格でありながら自ら志願し、俳優の道を選ぶ。
多摩芸術学園演劇科卒業後、弟と共に劇団芸協に所属し、演劇活動も行っていた。黒川欣映原作の『狐』で初舞台を踏む。
劇団芸協代表だった青野武の死去後は田中自身が代表を務めたが、2013年に解散した。
田中が役者活動を始めた時代は、テレビで顔出しで芝居してこそ本物の役者という考えが主流だったこと、当時声だけの仕事は劇団の芝居だけでは食べていけず、裏の仕事、下積みの仕事だったが、この頃の日本のテレビ業界は番組が多く制作されているわけではなかったことから、海外の映画や番組が多数放送されており吹き替えが必要だったこと、30代くらいの若い俳優たちが大勢声優の世界に入っていったという背景があった。例にもれず田中も「声優をやってみないか」と斡旋され、声優としての活動を始める。当時は30代の俳優たちの中で、田中はまだ20歳そこそこで、子供の声を出せる人物は重宝されていたという。一方で若い声しか出せない時期が長く苦労し、年を重ねれば、大人の声の芝居もできなければならず、その領域に至るまでに時間がかかったという。
1970年、アニメ初主演でもある『赤き血のイレブン』の主人公、玉井真吾役でアニメデビュー。
以前は江崎プロダクション、オフィス央に所属していた。
『ドラえもん（テレビ朝日版第1期）』では、1981年10月放送「ドラえもんだいきらい!?」より学校の先生役を担当。先生は帯番組時代から登場していたものの、声優が固定されておらず、同役の声優としては4代目にあたるが、2005年3月放送「ドラえもんに休日を?!」に至るまで、24年間声を務めた（後任は高木渉）。

## 人物
声種はバリトン。
声優としてはアニメ、ラジオドラマ、洋画に出演のほか、テレビ番組のナレーションも務めている。
役柄としては柄の悪い小悪党タイプ、個性的なキャラクターが多い。
『マジンガーZ対暗黒大将軍』では野田圭一に先駆けて剣鉄也役を演じているが、これは田中がのちの『グレートマジンガー』でも同役を務める予定であったためである。スケジュールの都合で辞退し、野田に役を譲った。
代表作のひとつである『デビルマン』の主人公・不動明については、「人材が少ない状況で、たまたま少年の声を出せるから運良く担当させてもらえた」とのことで、オーディションなしで急遽決まった。当時は声優活動を始めて6年目ごろの作品で、まだ駆け出しの時期であった。二枚目は苦手としていたが、明の役は自身には合っていたと語っている。番組開始後からしばらくして、視聴者の反響を感じるようになった。『デビルマン』は、当時は高校生くらいの女性ファンが多かったようで、収録を終えてスタジオから出ると、女性たちが出口で待っていた事もしばしばであった。その時に「視聴者の方は私の声しか知らないはずなのに、どうしてデビルマンの声優が私だと分かるのか」と疑問に思い、また「顔を見せたら、ガッカリされるんじゃないか」と考えたこともあったという。NHK BS2の『マンガノゲンバ』では、漫画版の明の台詞を朗読で演じている。
デビルマンや『聖闘士星矢』のデスマスク役については、2015年のインタビューで「忌わしい名の役が当って妙な気分ですが、これもいい厄落としと勝手に思ってます」とコメントしている。
同じく青二プロダクションに所属していた弟・和実の死後、『ポルフィの長い旅』のトマス役を第8話から担当していた。
趣味・特技は洋舞、唄、野球、読書、旅行。

## 出演
太字はメインキャラクター。

### テレビアニメ
1970年
- 赤き血のイレブン（1970年 - 1971年、玉井真吾）
- いなかっぺ大将

1971年
- アパッチ野球軍（1971年 - 1972年、ハッパ）
- アンデルセン物語（王子）
- 国松さまのお通りだい（沼田）
- さるとびエッちゃん（1971年 - 1972年、大山）
- タイガーマスク（高岡拳太郎 / イエロー・デビル）

1972年
- 赤胴鈴之助
- 海のトリトン（五郎）
- 科学忍者隊ガッチャマン（矢羽コウジ）
- 樫の木モック（デニス）
- ゲゲゲの鬼太郎（第2作）
- デビルマン（1972年 - 1973年、不動明 / デビルマン）

1973年
- ドラえもん（日本テレビ版）
- ドロロンえん魔くん（1973年 - 1974年）
- バビル2世
- マジンガーZ（鬼頭）
- ミクロイドS（ブン、田中丸栄）

1974年
- ゼロテスター 地球を守れ!（風巻、隊員）
- アルプスの少女ハイジ（羊飼いの男）
- キューティーハニー
- ゲッターロボ（グラン、滝・弟）
- ど根性ガエル

1977年
- ドカベン（1977年 - 1978年、野球部員A、生徒A、大川、中）
- UFOロボ グレンダイザー（ズリルジュニア）
- 恐竜大戦争アイゼンボーグ（赤石隊員）

1978年
- はいからさんが通る（山下軍曹）
- ルパン三世 (TV第2シリーズ)（1978年 - 1980年）

1979年
- 赤毛のアン（ジェリー・ブート）
- 新・巨人の星II（丸目太）

1980年
- 怪物くん
- ニルスのふしぎな旅（キーラ、フレンチ）
- ムーの白鯨

1981年
- 最強ロボ ダイオージャ（ジェス）
- 太陽の牙ダグラム（ロッキー・アンドル）
- 伝説巨神イデオン（ガルババ）
- ドラえもん（テレビ朝日版第1期）（1981年 - 2005年、先生〈4代目〉）
- 名犬ジョリィ（アルファンソ）

1982年
- ダッシュ勝平（田所）
- 魔法のプリンセス ミンキーモモ（ケン、アルベール）

1983年
- 銀河疾風サスライガー（テミカウ）
- キン肉マン（1983年 - 1992年、ジェシー・メイビア、ウォーズマン〈初代〉、ミスターカーメン、プリズマン〈2代目〉） - 2シリーズ
- 光速電神アルベガス（黒原）
- ストップ!! ひばりくん!（少年B）
- スペースコブラ
- ナイン2 恋人宣言（森尾）
- プラレス3四郎（スクラップの竜、運転手）
- まんが日本史（北条早雲、徳川家光、大塩格之助、高杉晋作 他）
- フクちゃん

1984年
- キン肉マン 決戦!! 7人の超人VS宇宙野武士（ウォーズマン）
- Gu-Guガンモ（男A）
- 星銃士ビスマルク（レアゴー、グレゴリー）
- 宗谷物語（水兵、田辺、航海士、金井）
- ナイン完結編（大前田）
- パーマン（司会、叔父、男）
- 夢戦士ウイングマン（デルビー、麗一）
- ビデオ戦士レザリオン（バイソン、将官、将校、将官A）
- よろしくメカドック（大山）
- GALACTIC PATROL レンズマン（兵士）

1985年
- 悪魔島のプリンス 三つ目がとおる（番長）
- ゲゲゲの鬼太郎（第3作）（1985年 - 1987年、手下B、化け火、運転手、森田、警官A 他）
- 忍者戦士飛影（ポリス 他）
- 北斗の拳（1985年 - 1987年、幹部、村の男、ゼンダ、コウリュウ〈青年時代〉、ジョウ） - 2シリーズ

1986年
- 宇宙船サジタリウス（タルト）
- ウルトラマンキッズのことわざ物語（メフィラ）
- 銀牙 -流れ星 銀-（黒虎、白狼）
- ドラゴンボール（1986年 - 1987年、村人たち、警官、係員、兵士B、オバケ 他）
- ハイスクール!奇面組（1986年 - 1987年、リンチンチン、巡査、強盗）

1987年
- 新メイプルタウン物語 パームタウン編（ペカソ、バッキー、アンリ）
- 聖闘士星矢（ディオス、デスマスク）
- トランスフォーマー ザ☆ヘッドマスターズ（1987年 - 1988年、ブレインストーム、レックガー、スネークボム）
- ビックリマン（1987年 - 1988年、魔党賊、オノカ魔、ミイラ魔僧）

1988年
- キテレツ大百科（1988年 - 1996年、おまわりさん、男A、チンドン屋、アルテミス、旅人 他）
- 魁!!男塾（乱気流）
- シティーハンター シリーズ（1988年 - 1991年、岩館、小池） - 2シリーズ
- 闘将!!拉麵男（龍井）
- トランスフォーマー 超神マスターフォース（ランダー、ダド）
- ひみつのアッコちゃん（テツ）
- 名門!第三野球部（小出）

1989年
- 戦え!超ロボット生命体 トランスフォーマーV（鉱山技師、ブルーバッカス）
- ドラゴンボールZ（一つ目小僧）
- 新ビックリマン（Pアンノ）
- ビリ犬なんでも商会（押野）

1990年
- それいけ!アンパンマン（夕焼けまん）
- ちびまる子ちゃん（1990年 - 2023年、校長、ヘビ屋のおじさんA、村上）
- ドラゴンクエスト（密輸団、手下、マギャン）
- もーれつア太郎（風来坊、泥棒）
- 魔法使いサリー（1989年）（1990年 - 1991年、菅田、小暮、獅子山）
- RPG伝説ヘポイ（フンドル大佐）

1991年
- 美味しんぼ（中里マスター）
- ゲッターロボ號（1991年 - 1992年、科学庁長官、職員、国連議長）

1992年
- スーパービックリマン（超黒狼）
- まじかる☆タルるートくん（加勢）

1993年
- 蒼き伝説シュート!（大森）

1995年
- ストリートファイターII V（ナッシュ）

1996年
- ゲゲゲの鬼太郎（第4作）（1996年 - 1998年、父、沼田、晴夫の祖父、館長、二郎、河童親方、赤島知事、雲外鏡、如意自在）
- 名犬ラッシー（リチャード・ジョーンズ）

1997年
- ドクタースランプ（艦長）
- 名探偵コナン（1997年 - 2014年、長門光明、宮部耕太、本橋刑事、伊丹永信）

1998年
- デビルマンレディー（真紀猛）

1999年
- THE ビッグオー（ロバート・フェリー）

2000年
- ヴァンドレッド（2000年 - 2001年、首相） - 2シリーズ

2002年
- ONE PIECE（2002年 - 2025年、ムーア、ゴア国王、左大臣、ヨルル、老爺）

2003年
- アソボット戦記五九（ガリン）

2004年
- 恋風（佐伯善三）

2007年
- エル・カザド（警官）
- ゲゲゲの鬼太郎（第5作）（2007年 - 2009年、五島、大臣、院長、金五郎）

2008年
- ねぎぼうずのあさたろう（むきなすの権八）
- はたらキッズ マイハム組（委員長、実行委員長）
- ポルフィの長い旅（トマス〈2代目〉）
- ワールド・デストラクション 〜世界撲滅の六人〜（ワニ師）

2009年
- ドラえもん（テレビ朝日版第2期）（ゴンド）
- ドラゴンボール改（2009年 - 2014年、村の長老 / ムーリ長老、長老、金持ちの男、ブリーフ博士〈2代目〉、老界王神） - 2シリーズ

2010年
- あにゃまる探偵 キルミンずぅ（速水のおじいさん）
- スティッチ! 〜ずっと最高のトモダチ〜（松田先生）

2014年
- 名探偵コナン 江戸川コナン失踪事件 〜史上最悪の2日間〜（捜査員）

2015年
- ディスク・ウォーズ:アベンジャーズ（重役）
- ドラゴンボール超（2015年 - 2017年、老界王神、ブリーフ博士、おばけ、コンフリー）

2016年
- タイガーマスクW（2016年 - 2017年、高岡拳太郎）

2018年
- ゲゲゲの鬼太郎（第6作）（2018年 - 2019年、じいさん〈恭輔の祖父〉、カンジの祖父、阿形柳一郎）

2019年
- 聖闘士星矢 セインティア翔（蟹座のデスマスク）

2020年
- アサティール 未来の昔ばなし（首長）

2021年
- デジモンアドベンチャー（モジャモン）

2023年
- 逃走中 グレートミッション（2023年 - 2025年、執事のじいや、町長、堀部弥兵衛、村長）
- クレヨンしんちゃん（オガタ・チチカズ）

### 劇場アニメ
1971年
- ヤスジのポルノラマ やっちまえ!!

1973年
- マジンガーZ対デビルマン（デビルマン / 不動明）

1974年
- マジンガーZ対暗黒大将軍（剣鉄也）

1980年
- あしたのジョー
- がんばれ!! タブチくん!! 第2弾 激闘ペナントレース

1983年
- ドキュメント 太陽の牙ダグラム（ロッキー）
- チョロQダグラム
- はだしのゲン（日本兵）

1984年
- 黒い雨にうたれて（デモ隊員）
- 少年ケニヤ（ブーチ）
- 超人ロック（オラク）
- ドラえもん のび太の魔界大冒険（先生）

1985年
- カムイの剣（ジャッカル）

1986年
- 時空の旅人（赤武者）
- 北斗の拳
- ドラえもん のび太と鉄人兵団（先生）
- ドラゴンボール 神龍の伝説（運転手）
- はだしのゲン2

1987年
- ドラゴンボール 魔神城のねむり姫（魔人）

1988年
- 魁!!男塾（乱気流）
- 聖闘士星矢 真紅の少年伝説（デスマスク）
- ドラえもん のび太のパラレル西遊記（先生）

1989年
- ドラえもん のび太の日本誕生（先生）

1990年
- ちびまる子ちゃん（校長先生）
- ドラえもん のび太とアニマル惑星（医者）

1991年
- ケルベロス-地獄の番犬
- ドラえもん のび太のドラビアンナイト（商人C）

1992年
- 三国志 第一部・英雄たちの夜明け（袁術）
- ちびまる子ちゃん わたしの好きな歌（静岡のおじさん）
- ドラえもん のび太と雲の王国（先生）

1993年
- 三国志 第二部・長江燃ゆ!（徐庶〈2代目〉）
- ドラえもん のび太とブリキの迷宮（先生）

1994年
- ドラえもん のび太と夢幻三剣士（先生）

1995年
- 2112年 ドラえもん誕生（しごきロボット）
- MEMORIES「最臭兵器」（幹部）

1996年
- ゲゲゲの鬼太郎 大海獣（課長）
- ドラえもん のび太と銀河超特急（園長）

1999年
- ドラえもん のび太の宇宙漂流記（先生）
- のび太の結婚前夜（先生）

2000年
- ドラえもん のび太の太陽王伝説（先生）

2013年
- ドラゴンボールZ 神と神（老界王神）

2015年
- ドラゴンボールZ 復活の「F」（ブリーフ）

2018年
- 劇場版 マジンガーZ / INFINITY（山岸）

2023年
- 鬼太郎誕生 ゲゲゲの謎

### OVA
年数不明
- キン肉マン 世紀の大決戦 アイドル超人VS悪魔超人（ウォーズマン）

1983年
- ダロス（ポリス）

1985年
- エリア88（エスケープ・キラー）

1986年
- 傷追い人（テレビ・アナ）

1987年
- スペース・ファンタジア 2001夜物語（アシモフ、作業監督C）
- LILY-C.A.T.（ジミー・メンゲル）

1988年
- 湘南爆走族4 ハリケーン・ライダーズ（江口啓助）

1989年
- 銀河英雄伝説（ハンス・エドアルド・ベルゲングリューン）

1990年
- ウルトラ・スーパー・デラックスマン（文化人）
- BE-BOP-HIGHSCHOOL（姫野）
- ミノタウロスの皿（総督）
- 機動警察パトレイバー NEW OVA（谷野）
- CBキャラ 永井豪ワールド（アモン）

1991年
- カンビュセスの籤（キュロス王）
- 創竜伝（1991年 - 1993年）
- 星くずパラダイス（マネージャー）

1993年
- 仮面ライダーSD（V3）
- 特捜戦車隊ドミニオン（モーリス）

1994年
- 鬼切丸（図書館員）

1995年
- 湘南爆走族10 FROM SAMANTHA（江口啓助）

1999年
- 旭日の艦隊（有馬新七）

2001年
- ヴァンドレッド 激闘篇（首相）

2002年
- ヴァンドレッド 胎動篇（首相）
- 聖闘士星矢 冥王ハーデス十二宮編（デスマスク）

2008年
- 聖闘士星矢 冥王ハーデスエリシオン編（デスマスク）

### Webアニメ
- 聖闘士星矢 黄金魂 -soul of gold-（2015年、蟹座 デスマスク[46]）
- 範馬刃牙（2021年、刑務所所長[47]）
- 悪魔くん（2023年、斎藤浩三）
- スーパードラゴンボールヒーローズ プロモーションCGムービー（2023年、老界王神）

### ゲーム
1991年
- ドラゴンスレイヤー英雄伝説（ロー）

1993年
- ラプラスの魔（ラモント）

1994年
- ハイグレネーダー（デモシーンの声）

1999年
- クリックまんが ダイナミックロボット大戦2 恐怖！悪魔族復活（不動明）

2000年
- デビルマン（不動明 / デビルマン〈隠しモード〉）
- ドラえもん3 魔界のダンジョン（先生、エステル）
- ブレイブサーガ2（ロッキー・アンドル）

2001年
- サモンナイト2（フリップ・グレイエン）
- ドラえもん ひみつのよじげんポケット（先生）

2003年
- 仮面ライダー 正義の系譜（カミキリキッド、ギルガラス、サソリトカゲス、ゴースター、ミミズ男、ギリザメス、シードラゴン、イカデビル）

2004年
- ロックマンX コマンドミッション（リディプス大佐）

2005年
- 聖闘士星矢 聖域十二宮編（デスマスク）

2006年
- キン肉マン マッスルグランプリMAX（ミスター・カーメン）
- ドラゴンボールZ スパーキング! ネオ（ゆうれい）

2007年
- キン肉マン マッスルグランプリ2（ミスターカーメン）
- 聖闘士星矢 冥王ハーデス十二宮編（デスマスク）
- 無双OROCHI（ナレーション）

2008年
- キン肉マン マッスルグランプリ2 特盛（ミスターカーメン）
- Fable II
- 無双OROCHI 魔王再臨（ナレーション）
- ワールド・デストラクション 導かれし意思（ワニ師）

2009年
- 仙魔道 SENMADO（張仙君）
- ドラゴンボール 天下一大冒険（オバケ）
- 無双OROCHI Z（ナレーション）

2011年
- 聖闘士星矢戦記（デスマスク）
- テイルズ オブ ザ ワールド レディアント マイソロジー3（トマス）
- ドラゴンボール アルティメットブラスト（老界王神）
- 無双OROCHI 2（ナレーション）

2013年
- 聖闘士星矢 ブレイブ・ソルジャーズ（デスマスク）

2015年
- 聖闘士星矢 ソルジャーズ・ソウル（デスマスク）
- ドラゴンボールZ 超究極武闘伝（15代前の界王神）

2016年
- ドラゴンボール ゼノバース2（老界王神）
- ドラゴンボールフュージョンズ（老界王神）
- 百花百狼 〜戦国忍法帖〜

2018年
- スーパードラゴンボールヒーローズ（老界王神）
- ドラゴンボール ファイターズ（老界王神）

2020年
- ドラゴンボールZ カカロット（老界王神、ブリーフ博士、ムーリ）
- 聖闘士星矢 ライジングコスモ（蟹座 デスマスク）

2024年
- ドラゴンボール Sparking! ZERO（老界王神）

### ドラマCD
- Weiß kreuz Dramatic Precious（竜胆）
- エリア88 CDカセットブック（ボウマン）
- 餓狼伝説 〜宿命の闘い〜 CDサウンド ドラマアルバム No.2 孤高の狼（ホア・ジャイ）
- 新撰組異聞 蒼き狼たちの神話1天道（千葉重太郎、根来市兵衛）
- 新撰組異聞 蒼き狼たちの神話2浅葱色の夜明け（根来市兵衛）
- CDドラマコレクションズ 三國志（魏延文長）
- シャーロック・ホームズ「青いガーネット」（守衛ピータースン）
- ソードワールドSFC2 いにしえの巨人伝説（酒場のおやじ）
- 地層階級王国〜まほろばの壁を越えて〜（アレク）
- ツインビーPARADISE（バリトーン）
- デビルマン 〜テレビアニメーション・ドラマシリーズ〜（不動明 / デビルマン）
- パラサイト・イヴ（聖美の父）
- バイオハザード ドラマアルバム 運命のラクーンシティー
- 魔獣戦士ルナ・ヴァルガー（ギルバート・エゼン）
- 未来放浪ガルディーン 大熱血。（ガイ・フレイヤー）

### ラジオドラマ
- 青山二丁目劇場
  - 夢十夜 第九夜 お百度を踏む女（2006年） - 私
  - 忠臣ぐらっ〜星野金右衛門の場合（2006年） - 床屋・惣兵衛
  - ヘンゼルとグレーテル（2006年） - きこり
  - シティーバスターズ（2007年） - 黒木
  - しあわせ旅日記（2008年） - お父さん
  - アイ・ラブ・トウキョウ（2008年） - 吉田甚一郎
  - 今夜、101号室で（2009年） - ひらなみ荘管理人
  - 会社帰りのヒーロー（2010年） - 課長
  - 有意義な対談（2010年） - タクシー運転手
  - 優先席〜Priority Seat（2010年） - 中村
  - 三丁目の夕日 夕焼けの詩（2010年） - 教頭先生
  - 刑事・蘇我修造（2011年）井出良平
  - あじさいの唄（2011年） - 先生
  - 柱時計（2012年） - 解体業者
  - 死が二人を分かつまで、愛し続けると誓います（2013年） - 克行
  - 粗忽長屋（2014年） - 刑事
  - チャンピオンの店（2015年） - 三上
  - お父さんが会社に行かなくなりました（2015年） - 武井
  - 俺、役者辞めるわ（2015年） - 義夫
  - セールストーク（2015年） - 井手
- NHK-FM オルガニスト（1999年） - 指揮者、教官
- 花の慶次（2011年） - 前田利久

### デジタルコミック
- ルパン三世 D2 MANGA（1997年、天上寺医長）

### 吹き替え

#### 担当俳優
ボブ・バラバン
- いちご白書（エリオット）
- 真夜中のカーボーイ（ゲイの男子学生）※テレビ朝日版
- ミケランジェロ・プロジェクト（プレストン・サヴィッツ）

#### 海外映画
- アイズ（トミー〈ブラッド・ドゥーリフ〉）
- 愛と青春の旅だち（デラ・セラ〈トニー・プラナ〉）※フジテレビ版
- あきれたあきれた大作戦 ※テレビ朝日版
- アニマル・ハウス（ラリー・クローガー〈トム・ハルス〉）※テレビ朝日版
- アマゾネス対ドラゴン（チャン〈ユエ・ホア〉）
- アメリカン・グラフィティ ※テレビ朝日版
- エイリアン2（ハドソン〈ビル・パクストン〉）※テレビ朝日版
- エイリアン3 ※テレビ朝日版
- オレゴン魂（ウルフ〈リチャード・ロマンチート〉）※テレビ朝日版
- カラーズ 天使の消えた街（スネークダンス、スプーキー、クリップ4）※テレビ朝日版
- キリング・タイム（スミジー〈リック・ウォーデン〉）
- キング・オブ・キングス
- クリムゾン・タイド（ウォルターズ先任伍長〈ジョージ・ズンザ〉）※テレビ朝日版
- クレージーモンキー 笑拳（玉子）※日本テレビ版
- コマンドー（サリー〈デヴィッド・パトリック・ケリー〉）※テレビ朝日版
- サザン・コンフォート/ブラボー小隊 恐怖の脱出（タイロン・クリブス〈T・K・カーター〉）※毎日放送版
- 殺人魚フライングキラー（ベル〈アルバート・サンダース〉）※テレビ朝日版
- ザ・ビースト/巨大イカの逆襲（グレーヴス〈チャールズ・マーティン・スミス〉）
- ザ・プレイヤー（トム・オークリー〈リチャード・E・グラント〉）※テレビ朝日版
- さよならゲーム ※テレビ朝日版
- JFK（リー・ハーヴェイ・オズワルド〈ゲイリー・オールドマン〉）※テレビ朝日版
- ジャスティス（ジェフ・マカロー〈トーマス・G・ウェイテス〉）
- ジャッカルの日（キャロン〈デレク・ジャコビ〉）※テレビ朝日版（思い出の復刻版ブルーレイに収録）
- ジョーズ2（アンディ）
- 白雪姫とエッチな仲間たち（オヒトヨシ）
- スーパー・タッチダウン（マヌマナ）
- スターマン/愛・宇宙はるかに（レモン軍曹〈トニー・エドワーズ〉）
- スプラッシュ（クロード）※フジテレビ版
- 鮮血の美学（ジュニア〈マーク・シェフラー〉）
- ダイ・ハード（セオ〈クラレンス・ギルヤード・Jr〉）※テレビ朝日版・スター・チャンネル追加録音も担当
- ダイ・ハード2（レスリー・バーンズ〈アート・エヴァンス〉）※テレビ朝日版
- タップス（ブライアン・モアランド大尉〈ティモシー・ハットン〉）
- ダンス・ウィズ・ウルブズ ※日本テレビ版
- 地球最後の男オメガマン（リッチー〈エリック・ラヌービル〉）
- ツイ・ハークのゴーストホーム/13日の金曜日の妻たちへ（シン・スン〈モク・シウチョン〉）
- トーク・レディオ ※TBS版
- トータル・リコール（ベニー〈メル・ジョンソン・Jr〉）※ソフト版
- ドラゴン・カンフー/龍虎八拳（チョロ公〈フィリップ・ソゥ〉）
- ドリームチャイルド（三月ウサギ、編集員、レポーター、プロデューサー）※テレビ朝日版
- NAM/地獄の突破口（ローレンス〈キース・エイモス〉）
- ハードジャッカー/標高10,000フィートの死闘!（スパークス〈ダグラス・アーサーズ〉）※ビデオ版
- ハウリング（死体安置所の職員〈ジョン・セイルズ〉）
- パニック・イン・スタジアム ※テレビ朝日版
- パラダイム（エッチンソン〈トム・ブレイ〉）
- ハワード・ザ・ダック/暗黒魔王の陰謀（カーター）※TBS版
- バンデットQ（ヴァーミン〈ティニー・ロス〉）
- 普通の人々（コンラッド・ジャレット〈ティモシー・ハットン〉）
- プラトーン（フランシス〈コーリー・グローヴァー〉）※テレビ朝日版
- ポリスアカデミー（チャド・コープランド）
- マスク・オブ・ゾロ（アルマンド・ガルシア伍長）※ソフト版
- マッカーサー ※TBS版
- マックイーンの絶対の危機（ムーチ〈ジェームズ・ボネット〉）※日本テレビ版
- 燃えよデブゴン お助け拳（袁信義〈ユエン・シュンイー〉）
- ユニバーサル・ソルジャー（モーテルのオーナー）※テレビ朝日版
- 乱気流/タービュランス
- リバー・ノース 遥かなる河の流れに（ファーンズワース〈マイケル・J・フォックス〉）
- レッドブル（サリム〈J・W・スミス〉）※ビデオ版
- ロサンゼルス（パンクル〈E・ラモント・ジョンソン〉）※日本テレビ版
- ワン・モア・タイム（リチャード〈マーク・マクルーア〉）

#### 海外ドラマ
- 宇宙大作戦 シーズン2 - 3（ミスター・カトー〈ジョージ・タケイ〉）
- うわさの刑事 テキーラとボネッティ（リンク〈ティム・ラス〉）
- X-ファイル 第6の絶滅
- 奥さまは魔女 シーズン7（パンチ、キャメラマン、木馬）
- 俺がハマーだ! シーズン1 #1（ウィラード・ラクスリー）
- キャプテンパワー（ロバート"スカウト"・ベイカー〈モーリス・ディーン・ウィント〉、ラッキー〈ドン・フランクス〉、指揮官）
- 刑事コロンボシリーズ
  - 死者の身代金（ハモンドFBI捜査官〈ポール・カー〉）
  - 二つの顔（TV番組内の若い医師）
  - 別れのワイン（アンディ）
- 刑事スタスキー&ハッチ シーズン1 #7（ジョゼフ・トラメイン）、#15（トム・コール〈ジョン・リッター〉）
- 三国志演義（劉曄）※NHK BS2版
- ジェシカおばさんの事件簿シリーズ
  - 映画セットは死のにおい（ノーマン・レスター〈ロン・パリロ〉）
  - 悪党は岬に眠れ
- シドニー・シェルダンの明日があるなら（ゼラー、アンソニー・オルサッティ〈ジョージ・ディセンゾ〉）※ビデオ版
- 私立探偵ハリー #11
- 私立探偵マグナム シーズン1 #1（ヒーリー少尉）、#10（ボビー〈ミゲル・フェラー〉）
- セルピコ #6
- ターザンの大冒険 #1（前編）
- 第一容疑者2（トニー・アレン）
- 地上最強の美女たち!チャーリーズ・エンジェル シーズン1 #18（テッド・ブレイン）
- 特捜刑事マイアミ・バイス
  - シーズン1 #2（レニー）、#3（タイラー）、#17（ディッキー）
  - シーズン2 #2（デヴィッド・ブレイクニー巡査）、#7（オハラ〈ピーター・セラーズ〉）
  - シーズン3 #5（アーチー・エリス）
  - シーズン4 #2（エディ・フレッチャー〈ベン・スティラー〉）
- 特捜班CI-5（トミー〈ローリー・マーク〉）
- ナイトライダー シーズン3 #17（エリオット・サイクス〈アリー・グロス〉）
- 人気家族パートリッジ（キース・パートリッジ〈初代〉〈デヴィッド・キャシディ〉）
- ファミリータイズ シーズン3 #6（ビル）
- フェーム/青春の旅立ち シーズン1 #1（ガーシー）
- フルハウス
- マペット・ショー
- 私は殺していない（TVムービー）（ジミー・フォスター〈ジェームス・カニング〉）

#### 海外アニメ
- FはFamilyのF
- 戦え!超ロボット生命体 トランスフォーマー2010（スネーク[49]）
- 地上最強のエキスパートチーム G.I.ジョー（コブラコマンダー）
- アクアマン（アクアラッド）
- スヌーピーとチャーリーブラウン（シュローダー）
- トムとジェリー（ブッチ〈初代〉）
- レックス・ザ・ラント 酒場のならず者大冒険（フリン）

#### 人形劇
- きかんしゃトーマス（エドワードの機関士、ゴードンの機関士、ヘンリーの機関士、トーマスの機関士、ジェームスの機関士、ダンカン、バイロン、シリル、バルストロード 他）※フジテレビ版
- フラグルロック

#### その他
- シェフのテーブル シーズン5（アルベルト・アドリア）

### 特撮
1973年
- 行け! グリーンマン（魔王の声）

1974年
- 行け! 牛若小太郎（牛若小太郎の声）
- SFドラマ 猿の軍団（リードの声）

1997年
- ウルトラマンティガ（機械人形〈メカロイド〉 ゴブニュ〈ヴァハ〉の声、TPCアメリカ支部幹部の声）

2000年
- 未来戦隊タイムレンジャー（カウンセラー・ゼクターの声）

2001年
- 仮面ライダーアギト（クラブロード / クルスタータ・パレオの声）
- 百獣戦隊ガオレンジャー（ツリガネオルグの声）

2002年
- 忍風戦隊ハリケンジャー（ユメバクー師の声）

2004年
- 特捜戦隊デカレンジャー（ラジャ・ナムナンの声）

2009年
- ウルトラマンメビウス外伝 ゴーストリバース（異次元超人メビウスキラー〈G〉の声）

### 人形劇
- こどもにんぎょう劇場「いたい夢」
- ポンキッキーズ（オニさん）

### ボイスオーバー
- コズミックフロント（NHKオンデマンド）
- 超潜入!リアルスコープハイパー（フジテレビ）
- 地球 笑ウソTV〜USO!HONTO?〜（2007年11月10日放送・NHK総合テレビ）
- なるほど!ザ・ワールド（フジテレビ系）
- 情報プレゼンター とくダネ!（フジテレビ系）
- 日経スペシャル ガイアの夜明け
- 日本人だけが知らない!ワールド謎ベンチャー（TBS）
- ハイビジョン特集（NHK BSプレミアム）
- ペケ×ポン（フジテレビ）
- BS世界のドキュメンタリー（NHK BS1）
- THE世界遺産（TBS）
- NHKスペシャル（NHK総合テレビ）
  - 「巨大災害 MEGA DISASTER」（2014年）
  - 「アジア巨大遺跡」（2015年）
- 100分de平和論（NHKオンデマンド）
  - 100分de名著スペシャル「100分de石ノ森章太郎」（2018年9月8日） - 石ノ森章太郎の声（朗読）
- プレミアムカフェ「びっくり!地底大冒険 不思議の国・スベロニア」（2011年、NHK-BSプレミアム）
- ビートたけしのTVタックル（テレビ朝日）
- ナゼを解明!ヒットの真相（テレビ東京）
- とんとんみーの冒険（テレビ東京）
- 金曜プレミアム・訂正させてください〜人生を狂わせたスキャンダル〜（フジテレビ）

### ナレーション
- ザ・ワイド（日本テレビ・読売テレビ）
- ザ・サンデー（日本テレビ）
- マジカル頭脳パワー!!（日本テレビ）
- 出没!アド街ック天国「THE銀座」（テレビ東京）
- 電脳おやじ（テレビ東京）
- 報道特集（TBS）
- 吉野家ラジオCM（2007年9月）
- 超次元タイムボンバー
- 情報プレゼンター とくダネ!
- ダウンタウンのガキの使いやあらへんで!!「へべれけ寸劇桃太郎」
- 龍角散ラジオCM（2017年 - ）
- BS朝日ザ・ドキュメンタリー（日野原重明の証言の朗読、BS朝日、2018年）

### テレビドラマ
- 土曜ワイド劇場 カルチャースクール連続殺人事件 人妻の死体はヨガのポーズで横たわる（1987年）
- 日本一のカッ飛び男（1990年）
- 元禄繚乱（1999年） - 林大学頭の声
- ショカツ File.01「モミ消された事件」（2000年）
- TRICK エピソード8「千里眼の男」（2000年） - 冒頭ナレーション
- TRICK3 第9話「〜最終章〜念で物を生み出す女」（2003年） - 学者の声
- 小早川伸木の恋 第7話「男が家を出る時!」（2006年）
- アオイホノオ 第6話「学園か? SFか?」（2014年） - 大前田の声
- 119エマージェンシーコール（2025年） - 通報者の声[50]

### 映画
- ケルベロス-地獄の番犬（1991年） - 出演協力
- トリック劇場版（2002年） - 政府高官

### 舞台
- 青山二丁目劇場 Voice Fair 2011 朗読劇「グスコーブドリの伝記」（2011年、内幸町ホール）
- 小林孝作プロデュース 第1回公演「あの時君は若かった」（2012年、新宿SPACE107）
- 劇団大富豪 第9回公演「WILL」（2016年、築地本願寺ブティストホール）

### バラエティ
- 絶対に笑ってはいけない大脱獄24時「ムキムキ爺さん」（松本の爺さん）

### その他のコンテンツ
- 宇宙皇子 カドカワカセットブック（大津皇子）
- キマイラ・吼シリーズ「幻獣少年キマイラ」ソノラマカセット（坂口）
- CRぱちんこキン肉マン（ウォーズマン、ミスターカーメン）
- 集英社カセットコミックシリーズ 聖闘士星矢 黄金十二宮〈前編〉（デスマスク）
- 世界名作絵本CDシリーズ
  - 「ラ・フォンテーヌのお話」
  - 「ピノッキオの冒険」
- マンガノゲンバ（NHK-BS・不動明 / デビルマンの声）
- モンスターストライク CM（サンタの声）
- 東京ディズニーランド
  - ピーターパン空の旅（ゴードン）